# Parallellogram van Varignon

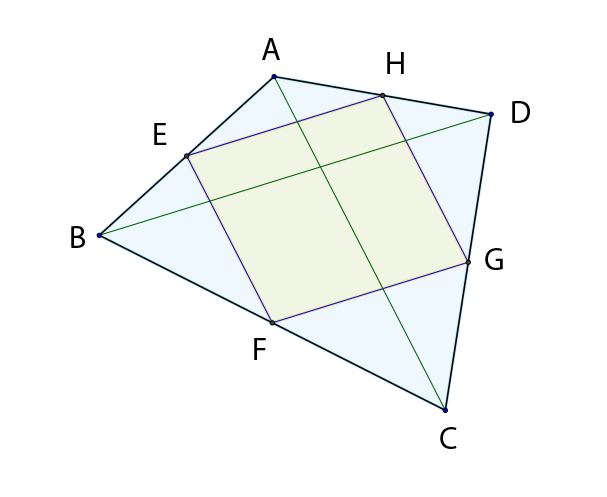
EFGH is het parallellogram van Varignon van ABCD.

Het parallellogram van Varignon is het parallellogram dat gevormd wordt door de middens van de zijden van een vierhoek. Het parallellogram is genoemd naar de Franse wiskundige Pierre Varignon (1654-1722). De stelling dat de vier middens de hoekpunten van een parallellogram zijn, is de stelling van Varignon.
Het bewijs van de stelling van Varignon gaat als volgt. Stel de hoekpunten van de vierhoek zijn ABCD. Het lijnstuk EF dat het midden E van AB en het midden F van BC verbindt, is evenwijdig met AC. EF is een middenparallel van driehoek ABC. Het lijnstuk GH dat de middens van G van CD en H van AD verbindt is dat ook, dus zijn EF en HG evenwijdig. EH en FG zijn om dezelfde reden evenwijdig, dus is EFGH een parallellogram.
Voor een parallellogram van Varignon van een convexe vierhoek geldt dat
- de omtrek gelijk is aan de som van de lengten van de diagonalen van die vierhoek en dat
- de oppervlakte gelijk is aan de helft van de oppervlakte van de vierhoek.

Bij een gegeven parallellogram zijn er oneindig veel vierhoeken die deze als parallellogram van Varignon hebben, hieronder zijn zelfs oneindig veel koordenvierhoeken. De middelpunten van de omgeschreven cirkels van deze koordenvierhoeken liggen op de gelijkzijdige hyperbool, die omgeschreven is aan het gegeven parallellogram.
Er worden hier drie voorbeelden van parallellogrammen van Varignon gegeven.
| convexe vierhoek | inspringende vierhoek | gekruiste vierhoek |
| ---------------- | --------------------- | ------------------ |
|                  |                       |                    |

## Websites
- (en)  M Bataille in Forum Geometricorum. Cyclic Quadrilaterals with Prescribed Varignon Parallelogram, 2007.  jaargang 7 blz 199-206